# München Hauptbahnhof
München Hauptbahnhof, zkráceně München Hbf, je hlavní nádraží v Mnichově s průměrným počtem cestujících 350 000 denně. Jedná se o hlavovou stanici. Patří mezi nejrušnější nádraží v Německu. Provozuje jej dcera největšího železniční společnosti v Německu Deutsche Bahn – DB InfraGO, která je zodpovědná za více než 5000 stanic německé železniční sítě. Nádraží je významnou destinací dálkových vysokorychlostních vlaků Intercity-Express, zkráceně ICE. Navazuje na železniční síť v Mnichově S-Bahn a U-Bahn.

## Historie

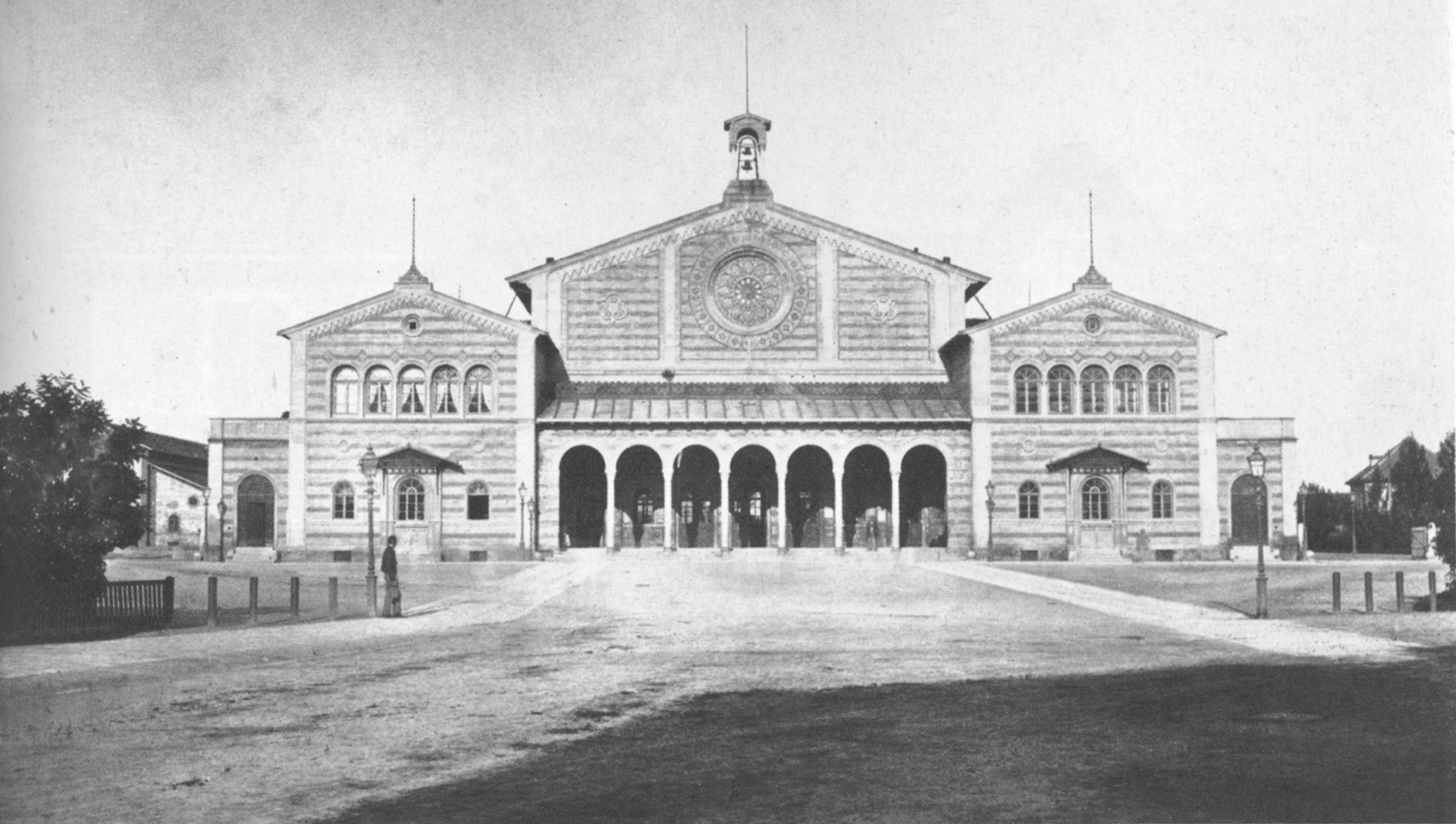
Mnichovské nádraží 1854

Dne 1. září 1839 byla dočasné zřízena železniční stanice na železniční trati Mnichov – Lochhausen, která byla rozšířena 4. října 1840 z Lochhausenu do Augsburgu. Tato první železniční stanice byla krátkotrvající, jelikož padla za oběť požáru dne 4. dubna 1847.
Stanice byla přestavěna v letech 1847–1849 podle plánů Friedricha Bürkleina a znovu otevřena 22. září 1849, kdy byla pojmenována Zentralbahnhof.
S výstavbou nových železničních tratí byly postaveny železniční stanice také v Landshutu (1858), v Norimberku (1859) a v Rosenheimu (1871). Ve snaze vyrovnat se se zvýšeným provozem na železnici prošla stanice rozsáhlou přestavbou v letech 1876–1884.
V roce 1904 byla stanice přejmenována na München Hauptbahnhof. Za druhé světové války v roce 1945 byla těžce poškozena při bombardování. V letech 1958–1960 byla stanice opět přestavěna.
Nová hlavní staniční budova byla postavena z oceli v roce 1960 společností Friedrich Krupp AG (pozdější ThyssenKrupp AG). Výstavba linek S-Bahn probíhala v letech 1967–1972. Provoz byl zahájen v čase konání letních olympijských her v roce 1972. Linky U-Bahn byly otevřeny v roce 1980 a 1984.

## Obecný přehled
Mnichovské hlavní nádraží je konečnou železniční stanicí v Bavorsku. Má k dispozici 32 dopravních kolejí, které jsou rozděleny do tři budov. Nejedná se o samostatné železniční stanice, přiléhají k hlavní staniční budově na severní a jižní straně.
- Holzkirchner Bahnhof na jižní straně – koleje 5–10

Tato část slouží především regionální dopravě do Mühldorfu a Salcburku
- Hauptbahnhof hlavní staniční budova – koleje 11–26

Slouží především dálkovým spojům Intercity-Express (ICE), InterCity (IC), EuroCity (EC), také nočním spojům CityNightLine (CNL). Zrovna tak regionálním spojům Regional-Express (RE) a Regionalbahn (RB) jedoucím do Augsburgu, Ingolstadtu, Landshutu a jiných směrů.
- Starnberger Bahnhof na severní straně – koleje 27–36

Obsluhuje spoje jedoucí do Memmingenu, Lindau, Kochelu am See a Garmisch-Partenkirchenu. Také spoje Bayerische Oberlandbahn – BOB a Arriva-Länderbahn-Express – ALEX. Linka S-Bahn S27 odjíždí z této části stanice do Deisenhofenu.

## Železniční doprava

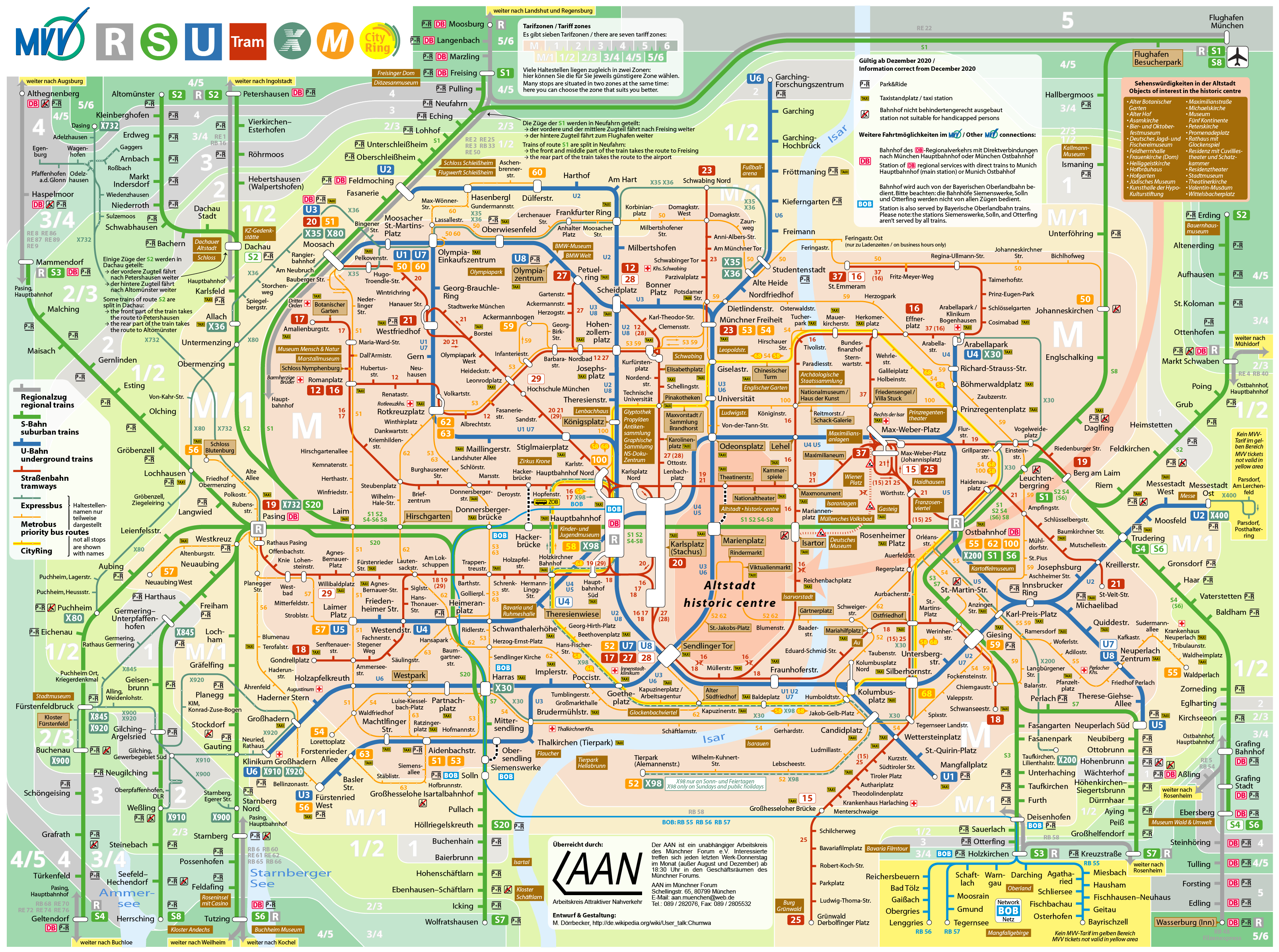
Schéma sítě S-Bahn, U-Bahn a tramvají v Mnichově

Dálkové spoje: Mnichovské hlavní nádraží obsluhuje dálkové vnitrostátní i mezinárodní spoje Intercity-Express jedoucí např. do Berlína, Hamburku, Oberhausenu, Kielu, Dortmundu, Vídně, rovněž spoje EuroCity, InterCity jedoucí např. do Norimberku, Stuttgartu, Karlsruhe, Frankfurtu nad Mohanem, Salcburku, Curychu. Také soupravy Österreichische Bundesbahnen (ÖBB) známé pod označením Railjet jedoucí do Vídně, Budapešti. V neposlední řadě také soupravy Francouzských státních drah (SNCF) známé pod zkratkou TGV směřující do Paříže.
Regionální spoje: Četné jsou především spoje Regional-Express a Regionalbahn, avšak nelze opomenout spoje soukromých železničních společností Bayerische Oberlandbahn (BOB) a Vogtlandbahn spoje Arriva-Länderbahn-Express (ALEX).
Meziměstské spoje: Hlavní nádraží je také centrální křižovatkou tří rychlých dopravních systémů ve městě a to S-Bahn, U-Bahn a tramvají. Podzemní stanice S-Bahn, U-Bahn jsou odděleny od provozu hlavního nádraží. S-Bahn obsluhuje linky S1, S2, S3, S4, S6, S7, S8. U-Bahn obsluhuje linky U1, U2, U4, U5. V blízkosti hlavního nádraží se nachází čtyři zastávky tramvají, a to Hauptbahnhof, Hauptbahnhof Nord (Sever), Hauptbahnhof Süd (Jih) a Holzkirchner Bahnhof, které jsou obsluhovány linkami 16, 17, 18, 19, 20, 21.
S Prahou je toto nádraží přímo spojeno přes Plzeň a Domažlice, a to denně dvěma páry expresů a dvěma páry vlaků Eurocity s jízdní dobou pod 6 h a také čtyřmi páry autobusů DB s jízdní dobou pod 5 h (2012), než bude rekonstruována železniční infrastruktura mezi těmito dvěma městy. Možné je využít též přestup z autobusu DB na vysokorychlostní vlak v Norimberku s podobnou jízdní dobou, ale v jiných časových polohách.